# Vasco Live Kom '016
Il Vasco Live Kom '016 è una tournée del cantautore italiano Vasco Rossi. Gli organizzatori del Live Kom (il brand che a partire dal 2011 denomina i concerti dal vivo di Vasco) decidono di compensare la mancanza di Roma tra le date del Vasco Live Kom '015 fissandone appunto una "continuazione" con 2 date allo Stadio Olimpico, previste per i giorni 22 e 23 giugno 2016. Come già accaduto negli anni precedenti, l'elevatissima richiesta di biglietti porta gli organizzatori a "quadruplicare" l'evento, aggiungendo altre due date il 26 e 27 giugno (Vasco raggiunge quindi il nuovo record di date consecutive nello stadio romano, dove arrivò a quota 3 concerti nel 2014).
Per le 4 date di Roma sono stati venduti complessivamente 205.215 biglietti.

## Le date
Torna anche la famosa "data zero" che si tiene allo Stadio Comunale Teghil di Lignano Sabbiadoro il 18 giugno, dove viene eseguito il concerto intero per mettere a punto la scaletta, la band e le luci del palco.
| Data              | Città              | Stato             | Luogo               | Spettatori |
| ----------------- | ------------------ | ----------------- | ------------------- | ---------- |
| 18 giugno 2016    | Lignano Sabbiadoro | Italia            | Stadio Guido Teghil | 22.400     |
| 22 giugno 2016    | Roma               | Italia            | Stadio Olimpico     | 50.011     |
| 23 giugno 2016    | Roma               | Italia            | Stadio Olimpico     | 50.242     |
| 26 giugno 2016    | Roma               | Italia            | Stadio Olimpico     | 54.009     |
| 27 giugno 2016    | Roma               | Italia            | Stadio Olimpico     | 50.953     |
| TOTALE SPETTATORI | TOTALE SPETTATORI  | TOTALE SPETTATORI | TOTALE SPETTATORI   | 227.614    |

## Scaletta
1. Lo show
2. Lo vedi
3. Deviazioni
4. L'uomo più semplice
5. Come vorrei
6. Accidenti come sei bella
7. Un gran bel film
8. Sono innocente ma…
9. Guai
10. Il blues della chitarra sola
11. Manifesto futurista della nuova umanità
12. Interludio 2016 (accenno strumentale ad Anima fragile)
13. Gli spari sopra
14. Medley rock: Delusa, T'immagini, Mi piaci perché, Gioca con me
15. C'è chi dice no
16. Medley acustico: Nessun pericolo per te, Una canzone per te, Dormi dormi, L'una per te, La noia
17. Quante volte
18. …Stupendo
19. Sballi ravvicinati del 3º tipo (accenni a Dimentichiamoci questa città, Ti taglio la gola, Fegato, fegato spappolato, Sensazioni forti)
20. Rewind
21. Siamo soli
22. Vivere non è facile
23. Ormai è tardi
24. Sally / Un senso / Senza Parole / Vivere (dalla 1° alla 4° data rispettivamente)
25. Siamo solo noi
26. Vita spericolata
27. Canzone
28. Albachiara

### Canzoni suonate
| Non siamo mica gli americani! (1979) | Albachiara - Sballi ravvicinati del 3º tipo |
| Siamo solo noi (1981)                | Siamo solo noi |
| Vado al massimo (1982)               | Canzone |
| Bollicine (1983)                     | Deviazioni - Mi piaci perché* - Vita spericolata - Una canzone per te*                                                                             |
| Cosa succede in città (1985)         | Dormi dormi* - T'immagini* |
| C'è chi dice no (1987)               | C'è chi dice no |
| Liberi liberi (1989)                 | Ormai è tardi |
| Gli spari sopra (1993)               | ...Stupendo - Delusa* - Lo show - Gli spari sopra - Vivere**                                                                                       |
| Nessun pericolo... per te (1996)     | Nessun pericolo... per te* - Sally** - Un gran bel film                                                                                            |
| Canzoni per me (1998)                | L'una per te* - Rewind |
| Stupido hotel (2001)                 | Siamo soli |
| Tracks (2002)                        | Senza parole** |
| Buoni o cattivi (2004)               | Un senso** |
| Il mondo che vorrei (2008)           | Gioca con me* |
| Vivere o niente (2011)               | Manifesto futurista della nuova umanità - Vivere non è facile                                                                                      |
| Sono innocente (2014)                | Accidenti come sei bella - Come Vorrei - Guai - Il blues della chitarra sola - Lo vedi - L'uomo più semplice - Quante volte - Sono innocente ma... |

* Nei medley

** A rotazione